# 山内鉄也
山内 鉄也（やまのうち てつや、1934年7月20日 - 2010年4月2日）は、映画監督、テレビ演出家、脚本家。広島県広島市生まれ。テレビ時代劇『水戸黄門』『大岡越前』のメイン監督。

## 来歴・人物
叔父は時代小説作家の白井喬二。少年時代はずっと映画が大好きで、中学生の時から映画界に入りたいと思っていた。広島市立舟入高等学校から中央大学経済学部に進み1957年に卒業し、東映に入社。時代劇が好きだったことから京都行きを希望し、京都撮影所の助監督となり、内田吐夢監督作品『大菩薩峠』（1957年）を皮切りに、伊藤大輔、松田定次、マキノ雅弘、加藤泰、工藤栄一監督らの時代劇に就く。またマキノの東映版・次郎長三国志シリーズ4作品の共同脚本も手がけた。
1964年（昭和39年）、『忍者狩り』で監督デビュー。この映画は東映集団抗争時代劇を代表する傑作として近年評価を高めている。
1966年（昭和41年）、従来の時代劇に加え、「ウルトラQ」の放送開始で興ったTV怪獣ブームに触発された企画として、「忍術自雷也もの」をベースに、時代劇に怪獣要素を持ち込んだ特撮映画『怪竜大決戦』を撮る。
本格的に時代劇映画を撮りたいと意欲を燃やしていたが、東映京都撮影所のリストラ対策で、時代劇のテレビ移行を進めていた東映取締役京撮所長・岡田茂（のち、同社社長）から、「お前、赤影の監督をやってくれないか」と口説かれ、抵抗はしたが「これからの監督は映画だけでなく、テレビもこなせなければダメだ」と言い含められ、これを機にテレビ演出に転じた。
1967年（昭和42年）、今度は時代劇に怪獣、ロボット、円盤などのSFXや歌舞伎の要素などを盛り込んだ奇想天外な特撮テレビ番組、「仮面の忍者 赤影」を演出。この作品の多くのアイデアは倉田準二によるものと言われているが、『怪竜大決戦』で山内もブルーバック特撮などで作品作りに貢献した。
1968年にはかつての師匠・伊藤大輔の降板を受けて『祇園祭』の監督をつとめた。企画から7年の歳月と巨額の製作費を費やし、京都府と京都市が出資したため、邦画各社をまたいでのオールスターキャストが実現した超大作である。同年1月21日に結婚。
その後フリーとなるが、民放テレビ時代劇を中心に活躍。TBS・ナショナル劇場（後パナソニック ドラマシアター）「水戸黄門」第1話の演出他、「大岡越前」、「江戸を斬る」などのメイン監督として、西村俊一プロデューサーと共にテレビ時代劇独特のフォーマットを築きあげた人物である。
映画監督作は他に、『主水之介三番勝負』『天保遊侠伝 代官所破り』（1965年）、劇場版『銭形平次』（1967年）、『祇園祭』（1968年）、劇場版『水戸黄門』（1978年）、招かれて台湾で撮った『封神榜』（1969年）、『梅山收七怪』（1971年）がある。
後年には、函館大学の客員教授として、「映像制作論」「映像文化論」などの講義を担当した。
2010年（平成22年）4月2日、心不全で死去。75歳没。